# Vernís

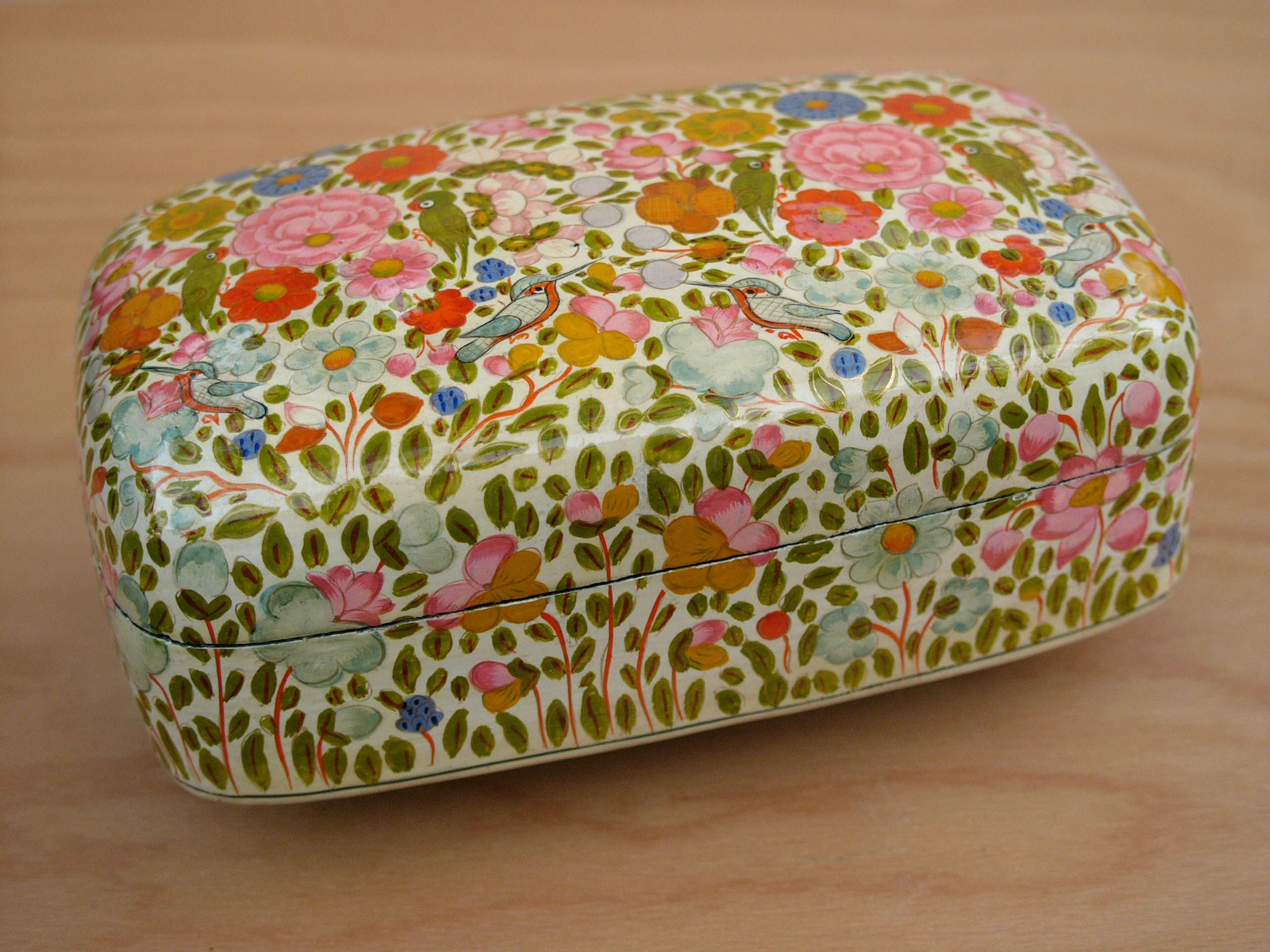
Caixa xinesa de fusta vernissada en diferents colors

Un vernís és una dissolució d'una o més substàncies resinoses en un dissolvent que es volatilitza o es desseca, a l'aire amb facilitat, donant com a resultat una capa protectora sobre la superfície on s'ha aplicat. Existeixen vernissos d'origen natural, en general derivats de les resines i olis essencials de plantes, i sintètics de formulació moderna.
El vernís s'aplica a les pintures, fustes i altres superfícies, amb l'objectiu de preservar-les de l'acció de l'atmosfera, de la pols, etc. així com per a incrementar l'enfosquiment en el to dels colors. Quan s'aplica a la fusta, a diferència de les ceres i olis, el vernís crea una autèntica capa protectora i impermeable, salvaguardant la superfície de fusta dels agents externs i de les petites erosions.

## Tipus de vernissos
Hi ha molts tipus de vernissos diferents, ja que no són substàncies tan simples com la laca. Depenent del criteri de classificació es poden agrupar en diferents classes. Atenent a l'acabat final de la superfície es poden classificar en: 
- Vernís brillant: està altament purificat, per això assoleix un acabat brillant sobre els treballs. Té gran adherència i durabilitat. D'òptima transparència, impermeabilitza i dona protecció a qualsevol material ja pintat. Especial per a la decoració i protecció de tota classe de construccions de fusta natural o tenyida en interiors i exteriors tals com finestres, armaris, mobles, etc.
- Vernís mat: té les mateixes característiques del vernís brillant amb la diferència de la terminació mat. És d'assecament ràpid i pot ser aplicat amb pinzell o esponja.
- Vernís setinat: és una mica més brillant que el mat, per això resisteix molt més les taques. És ideal per a l'envernissament de tota mena de superfícies de fusta en interiors i exteriors cobertes, tals com mobles, portes, armaris, etc.

## Història
Els vernissos s'han utilitzat durant milers d'anys per a acabar de protegir la fusta. Els egipcis els empraven en la decoració de les seves tombes i els grecs com protecció de la fusta dels seus vaixells contra el poder corrosiu de les sals marines. Tot i això, els vernissos no s'han utilitzat com material d'acabat per als mobles fins als últims cinc segles.